# 曼哈顿谋杀疑案
《曼哈顿谋杀疑案》（英語：Manhattan Murder Mystery）是1993年由伍迪·艾伦执导，伍迪·艾伦、黛安·基顿主演的悬疑喜剧电影。该片剧情来源于《安妮·霍尔》的一个早期剧本 ，讲述一对夫妇发现他们的邻居死于突发心脏病，但不久后又看见她“死而复生”，于是开始调查事情真相的故事。影片结尾的镜面桥段是对奥森·威尔斯的电影《上海小姐》的致敬。本片是艾伦与基顿第八次，也是最后一次的电影合作。

## 剧情
拉里-利普顿和他的妻子卡罗尔在电梯里遇到了他们的老邻居保罗和莉莲-豪斯，这是一次愉快的相遇。第二天晚上，莉莲被发现死于心脏病发作。利普顿夫妇对这一死亡感到惊讶，因为她看起来很健康，并且对保罗在妻子死后不久就表现出的愉快心情感到怀疑。卡罗尔开始调查，甚至编造了一个借口去拜访保罗。她在保罗的公寓里发现的一个骨灰盒与保罗说的莉莉安已经被埋葬的说法相矛盾。拉里对卡罗尔感到沮丧，告诉她她在 "编造一个谜团"。卡罗尔在保罗不在的时候偷偷进入他的公寓，发现了更多的迹象。莉莉安的骨灰盒不见了，有两张去巴黎的机票和与一个叫海伦-莫斯的女人的酒店预订。卡罗尔给朋友泰德打电话，泰德同意卡罗尔的怀疑并敦促她继续窥探。当保罗突然回来时，卡罗尔躲在床下，听到保罗与一个可能是海伦-莫斯的女人的谈话。
泰德和卡罗尔追踪到海伦-莫斯到保罗拥有的一家剧院。他们发现海伦是个年轻的女演员。几天后，卡罗尔在一辆路过的公交车上发现了一个与据说已经死亡的莉莲一模一样的女人。在拉里称莉莲有一个双胞胎，泰德调查发现并没有。拉里和卡罗尔跟踪女人到一家酒店，以送私人礼物为借口进入她的酒店房间，却发现她躺在卧室的地板上，已经死亡。他们打电话给警察，警察随后没有发现尸体的踪迹。利普顿夫妇在房间里寻找线索。在离开时，他们被困在电梯里，意外地在紧急出口面板内发现了莉莲的尸体。这时，灯光熄灭，利普顿夫妇在一片漆黑中跌跌撞撞地进入地下室。走出街道后，他们发现保罗把尸体放在他的汽车后备箱里。他们跟着他来到一个垃圾场，在那里他们目睹了保罗在一个熔化炉中处理尸体的过程。
利普顿夫妇见到了泰德和拉里的朋友兼客户玛西娅-福克斯，并策划了一个将保罗绳之以法的计划：告诉保罗他们从炉子里取回了莉莲的尸体，并诱使海伦参加一个假的试镜，她的声音被录制、编辑，后来被用来骚扰保罗，要求他给利普顿夫妇20万美元，否则就杀掉他们以掩盖一切。玛西娅还告诉他们她的推测，即公寓里的尸体是莉莉安的有钱姐姐，两人长得很像，当她去看房子的时候心脏病发作了。然后保罗和莉莲趁机声称莉莉安已经死了，这样他们就可以从她的遗嘱中获利。然而，保罗也背叛并杀死了莉莲，这样他就可以和情妇海伦私奔了。
这个计划适得其反，保罗绑架了卡罗尔并打电话给拉里，要求用莉莲的尸体来换取卡罗尔。保罗和拉里在剧院混战。拉里挣脱后寻找卡罗尔，保罗在后面追赶。剧院后面的一排镜子和玻璃反射出正在放映的电影（奧森·威爾斯的《上海小姐》），并多次误导了保罗。突然，保罗忠实的助手道尔顿夫人，一个早先因为保罗偏爱海伦而被抛弃的年长的情妇，向保罗开枪。拉里救出了卡罗尔，警察到达后，玛西娅与泰德讨论她的理论是正确的，并预定一起吃饭。